# Torchis

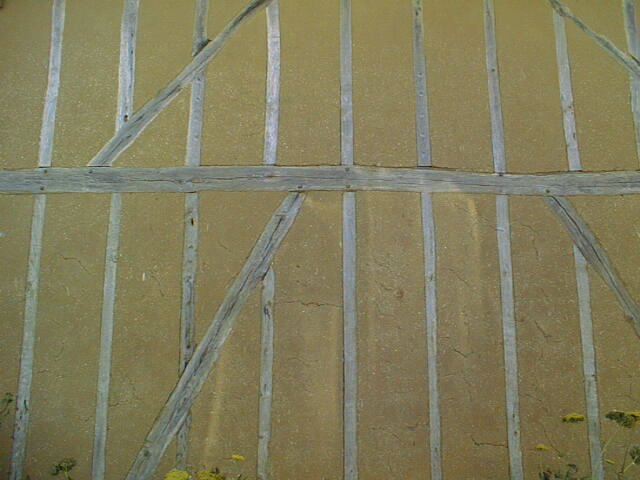
Façade d'une maison à pans de bois et torchis du Porcien.

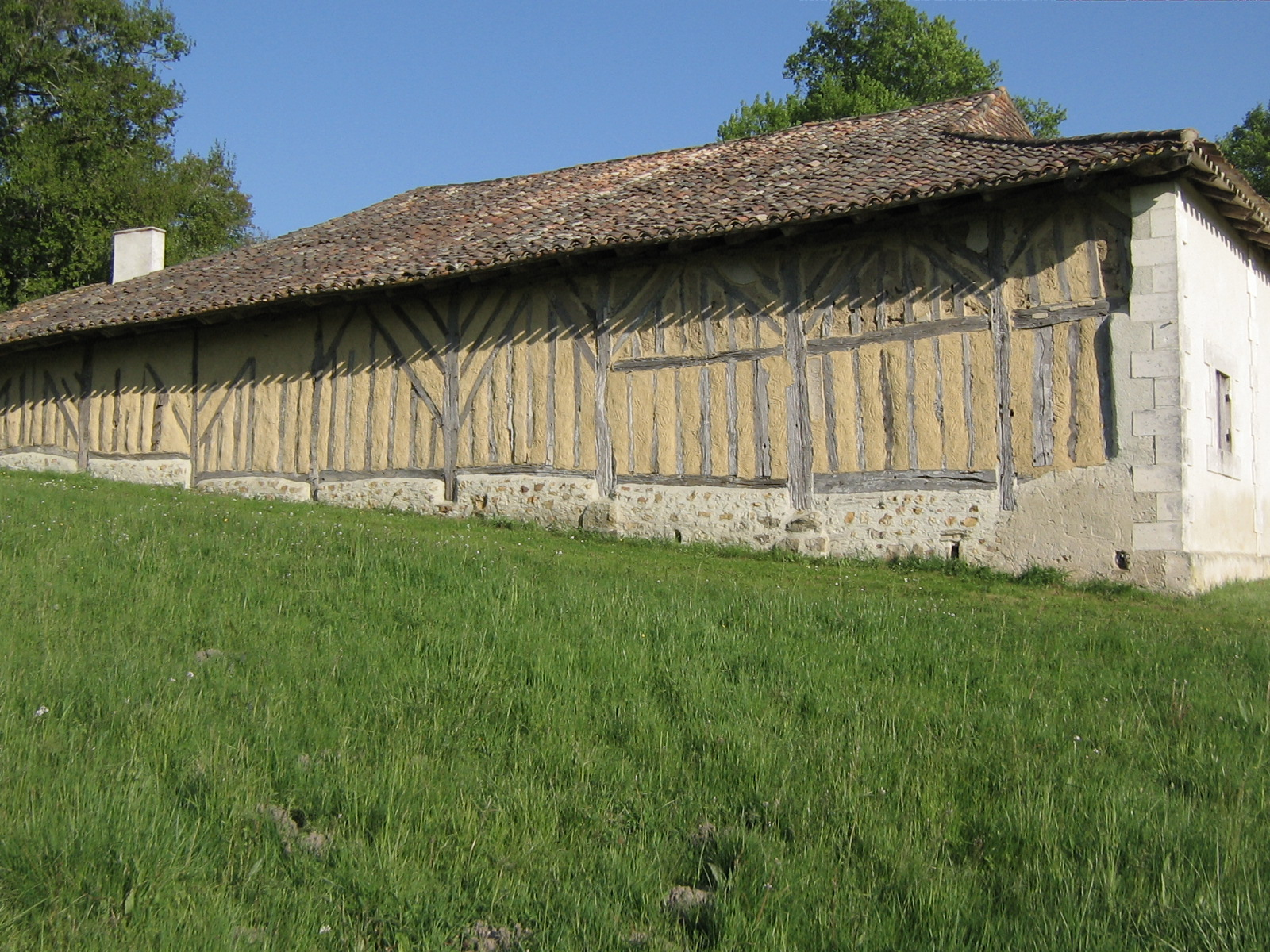
Ferme du Parcot — murs en torchis (Dordogne).

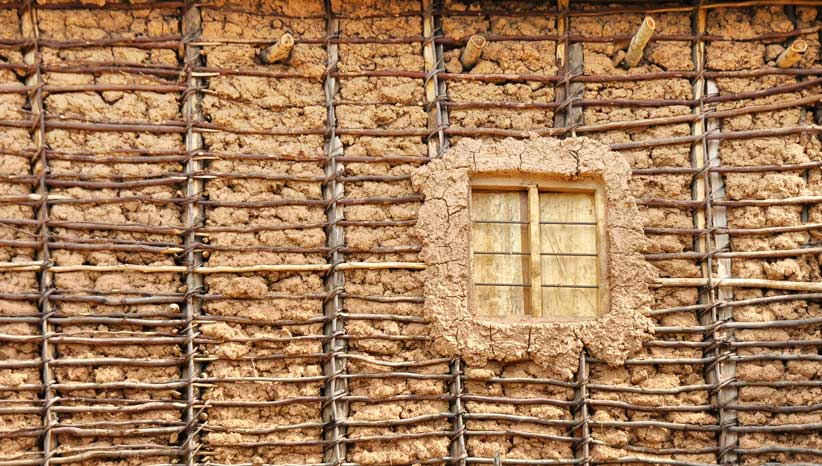
Torchis et clayonnage, Tanzanie.

Le torchis est un matériau de remplissage non-porteur. C’est un béton naturel utilisé pour les murs et les cloisons dans les constructions à ossature en bois, mais aussi pour faire des plafonds. Une fois sec, il est résistant, mais assez sensible à l’humidité.

## Description
Traditionnellement, le torchis (mélange d’eau, de terre argileuse et de fibres naturelles — paille, foin, crin de cheval…) vient se liaisonner par enrobage aux clayonnages ou par pression aux lattis des pans de bois (murs extérieurs ou cloisons) des maisons à colombages, fermes, granges, écuries, étables, porcheries, poulaillers, pigeonniers, construits sur le même principe. C’est un béton naturel.

## Histoire

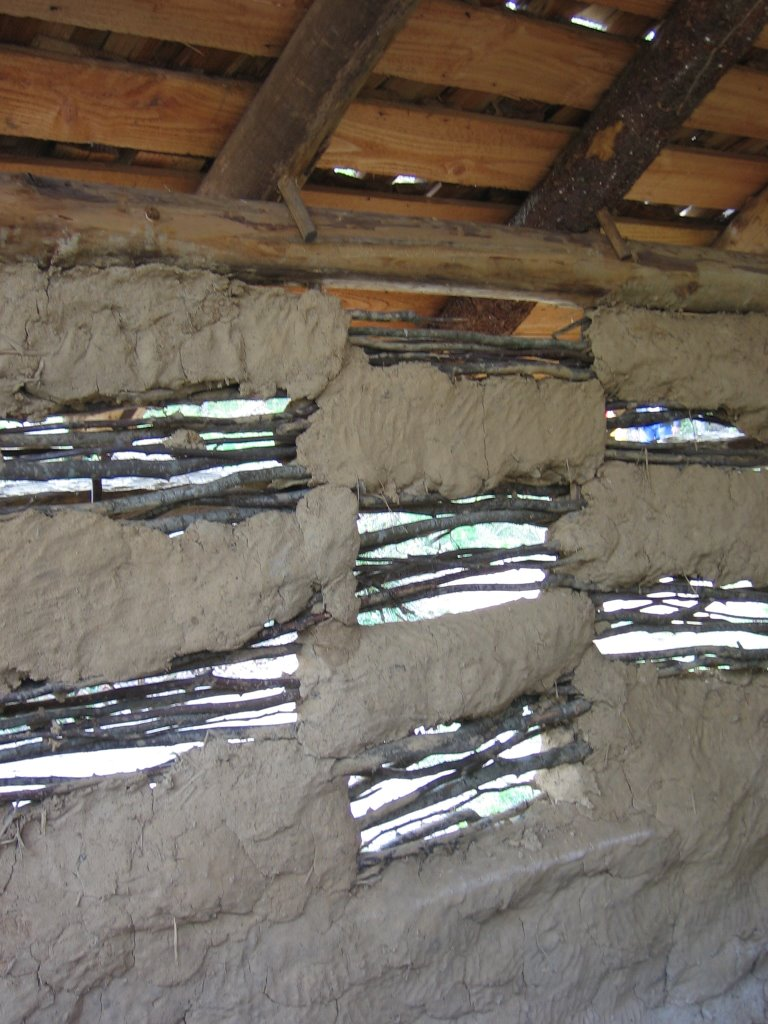
Mur en torchis au chantier médiéval de Guédelon (Yonne, France).

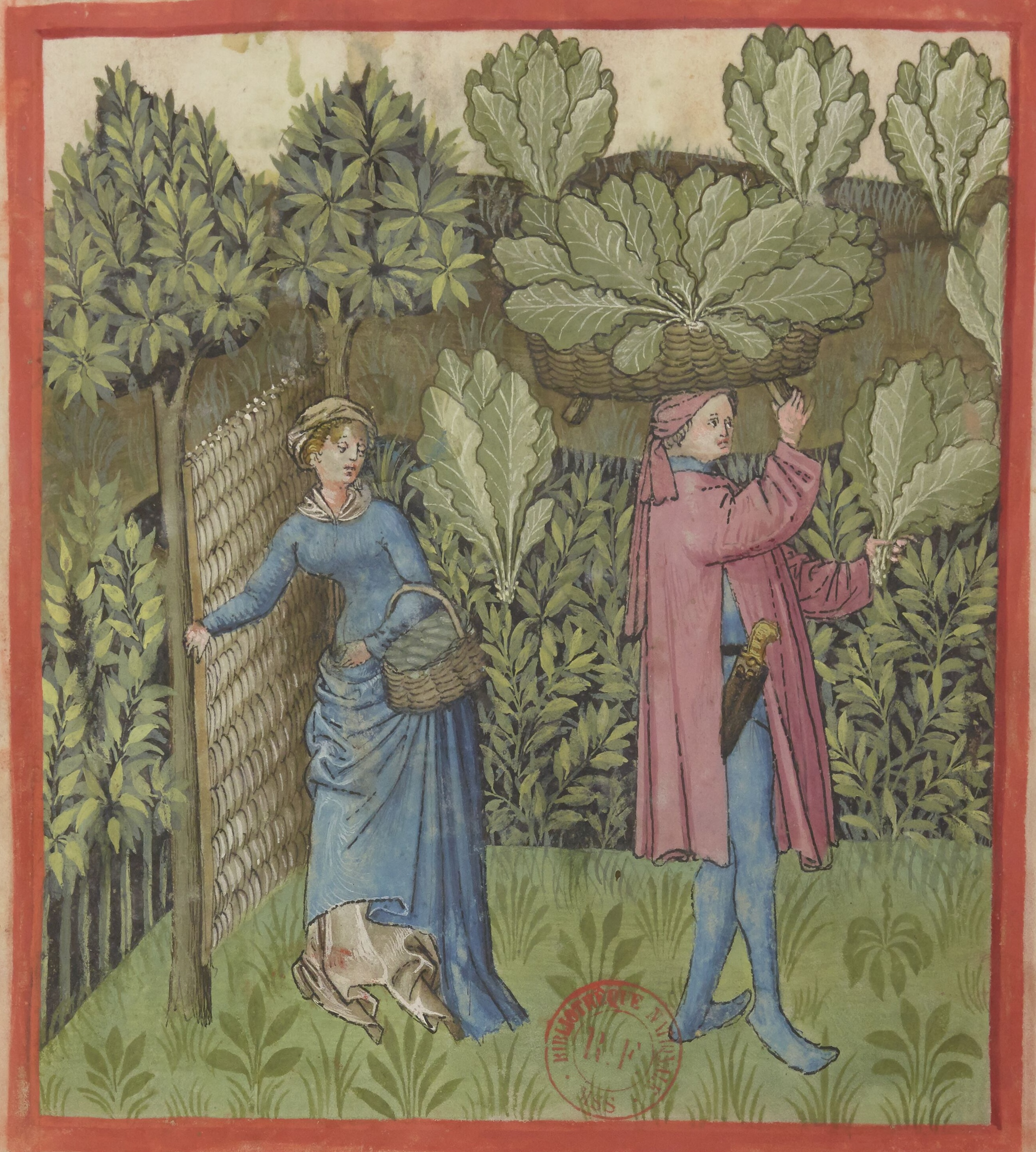
Illustration médiévale.

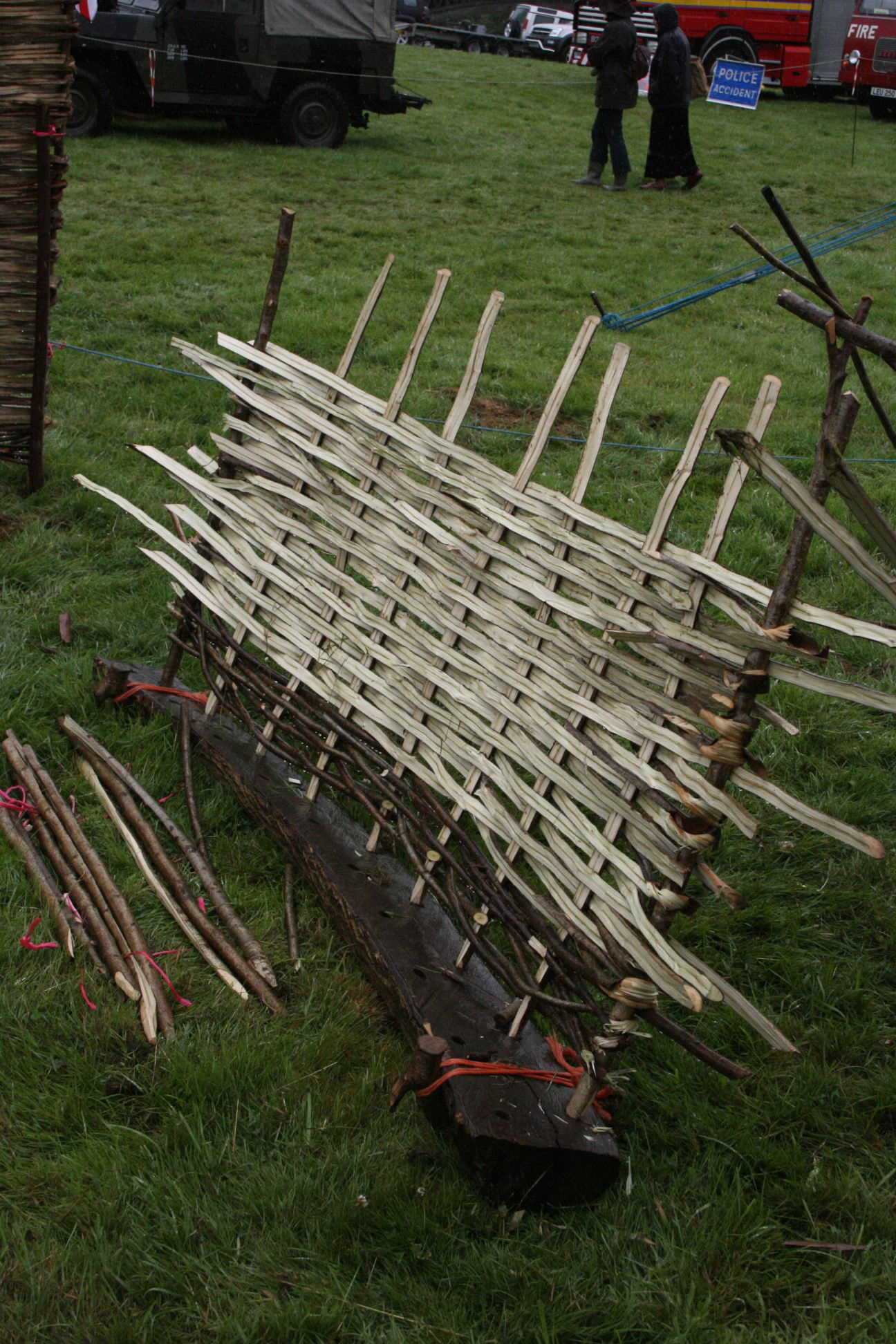
Clayonnage de bois fendu, l’un des supports traditionnels du torchis.

Le torchis est considéré comme le premier matériau composite de l’histoire, car il est composé d’une matrice plastique (terre) et de renforts (fibres végétales ou poils d’animaux). Dans le passé, des bryophytes ont aussi été utilisées, comme Neckera crispa Hedw., il y a 5 000 ans, sur les maisons lacustres construites sur pilotis sur les rives des lacs de Chalain et Clairvaux-les-Lacs (Jura).
Les clayonnages étaient faits de bois souples et pas trop putrescibles (noisetiers ou châtaigniers fendus par exemple, et assemblés en forme de claies sur le modèle d’une vannerie simple. Des lianes de clématite, assouplies par trempage ou cuisson, étaient utilisées pour la finition entre le haut des murs et la toiture.
Le torchis est en usage depuis le Néolithique pour les habitations européennes.
Les Celtes l'ont beaucoup utilisé pour construire leurs murs. Il est typique des régions dont la terre argileuse (qui fissure et colle facilement) doit être renforcée par de la paille.
Cette technique s'est beaucoup développée du XIVe au XVIe siècle et a perduré jusqu'au lendemain de la Seconde Guerre mondiale avec un colombage plus simple. Aujourd’hui, le torchis sert surtout pour des rénovations dans le monde occidental, mais reste très répandu dans de nombreux pays du Sud.
Les avantages du matériau le font redécouvrir : isolation thermique et phonique, coût modique, autoconstruction, origine locale et très faible impact sur l’environnement (développement durable), matériau sain, aucun déchet en fin de vie.

## Mise en œuvre de différents types de torchis
Ce remplissage des ossatures bois en comblement et enduit se réalisait en groupe d’habitants, voisins et autres connaissances (puisqu’il requiert une importante activité physique et manuelle), au profit d’un temps de réalisation réduit et d’un échange social accru entre les participants.

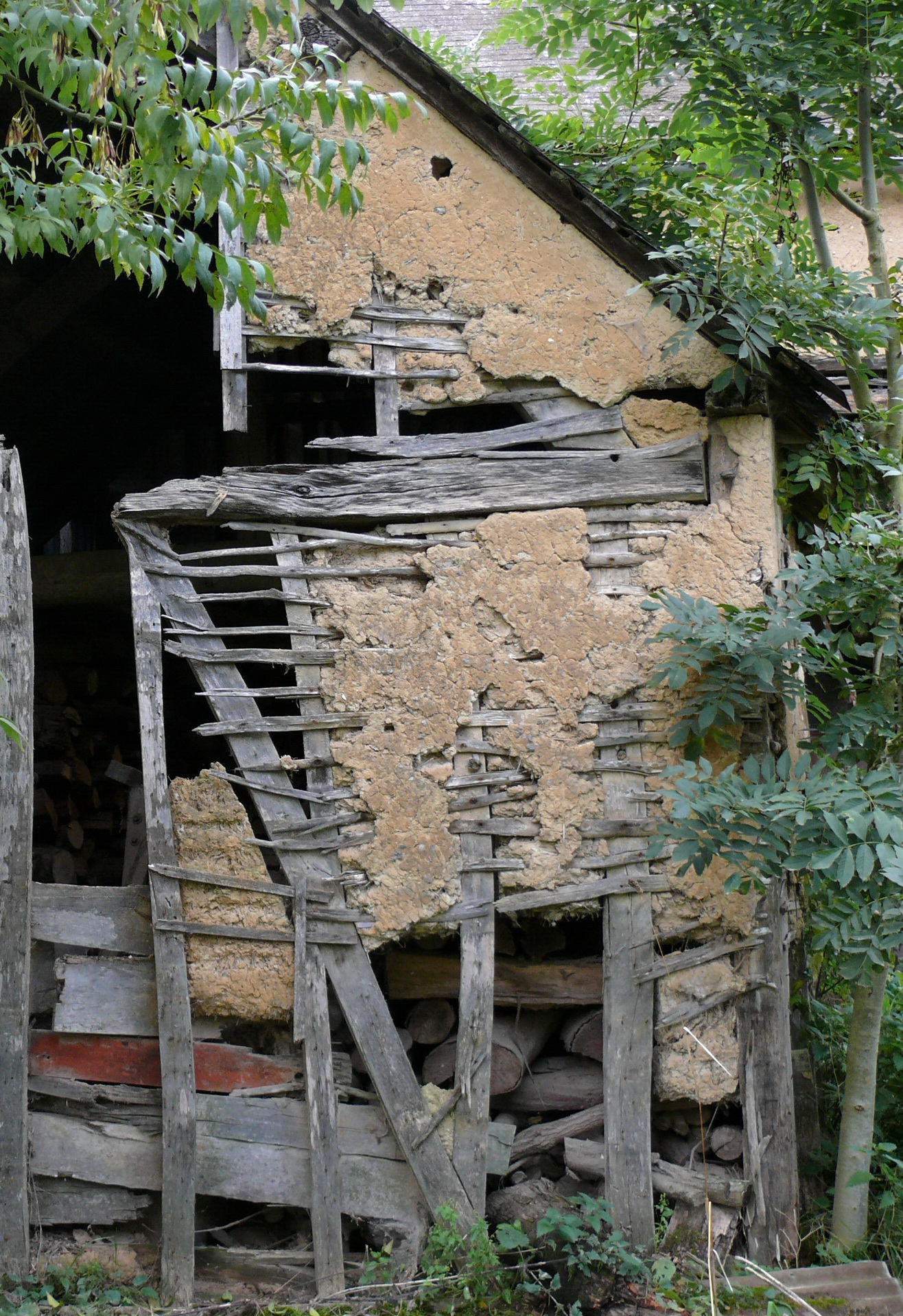
Vestige d'une ferme picarde, montrant la mise en œuvre du torchis plaqué sur lattis.

### Torchis plaqué
Cette méthode est utilisée en Bresse, où l’ossature en bois est clouée de lattes ou garnie d’un clayonnage.
Le torchis est préparé par foulage humain ou animal. La terre humide est placée au sol, les fibres (de la paille) sont déposées dessus et incorporées par foulage. Pour les petites quantités, par exemple pour des réparations, le mélange peut se faire à la main dans une brouette. Le mortier et l’enduit de torchis sur clayonnages favorisent l’application manuelle.
Pour l’application sur lattis, l’outil utilisé par les maçons pour projeter, presser (se dit aussi « ferrer »), puis lisser le torchis, est une sorte de plattoir (ou plattoire) appelé un « littré », qui est une longue palette munie d’un manche recourbé.

### Torchis façonné en mèche[N 1]
L’armature de bois est similaire à celle de la méthode suivante. Pour préparer la mèche, on peut étendre une mèche de foin sur un plan de travail et y incorporer la terre pour former un boudin, mais les professionnels normands incorporent directement la terre à la mèche dans le récipient contenant la terre.
La pose est faite par deux opérateurs qui se font face à travers la cloison : le boudin est déposé à califourchon sur une éclisse et les opérateurs se passent les brins du boudin pour les tresser vers le bas sur plusieurs niveaux d’éclisses. Une fois tressé, le boudin est pressé vers un poteau et un autre boudin peut alors être tressé à ses côtés.

### Torchis façonné en boule[N 2]

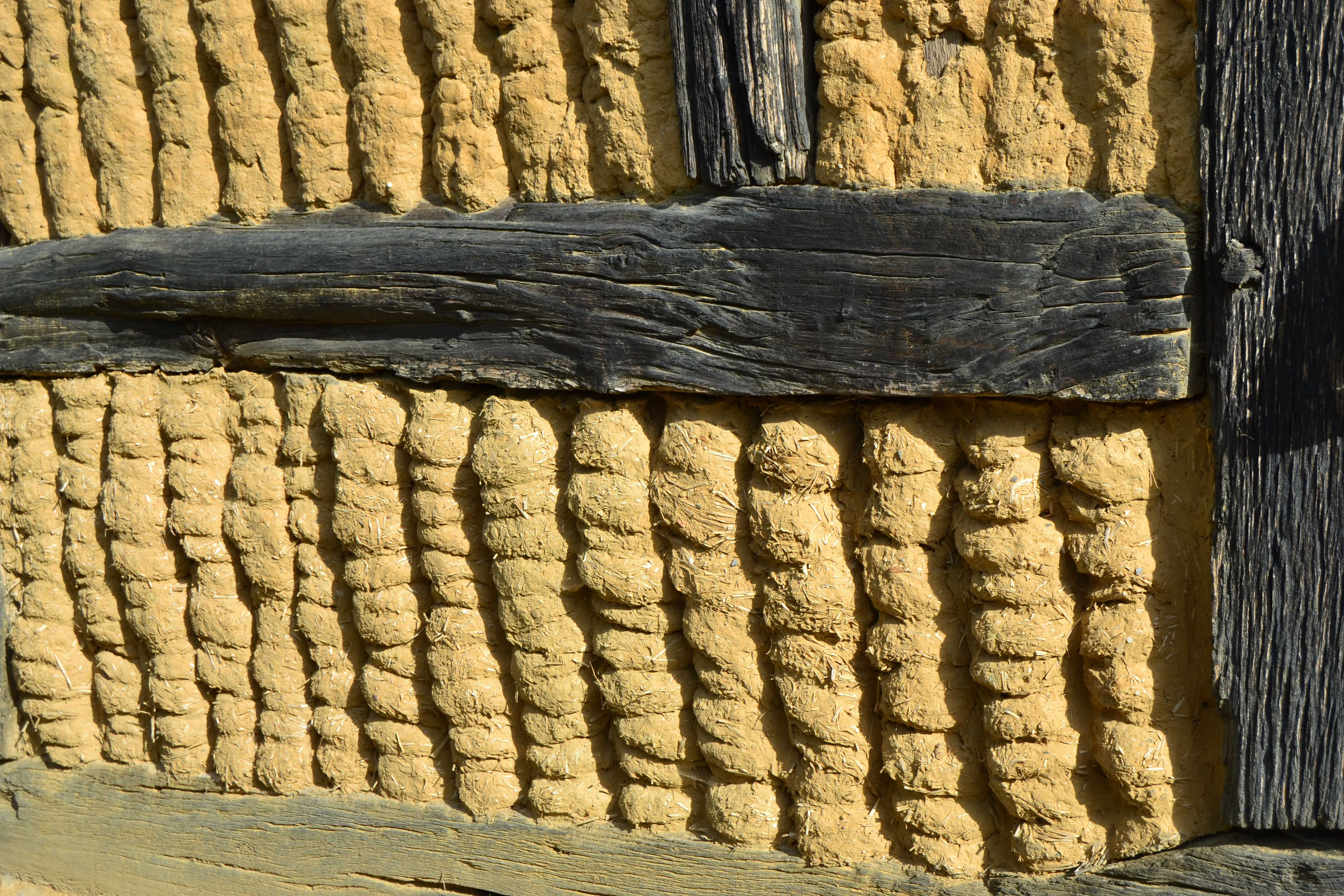
Exemple de mise en œuvre de torchis façonné en boules, Écomusée d’Alsace.

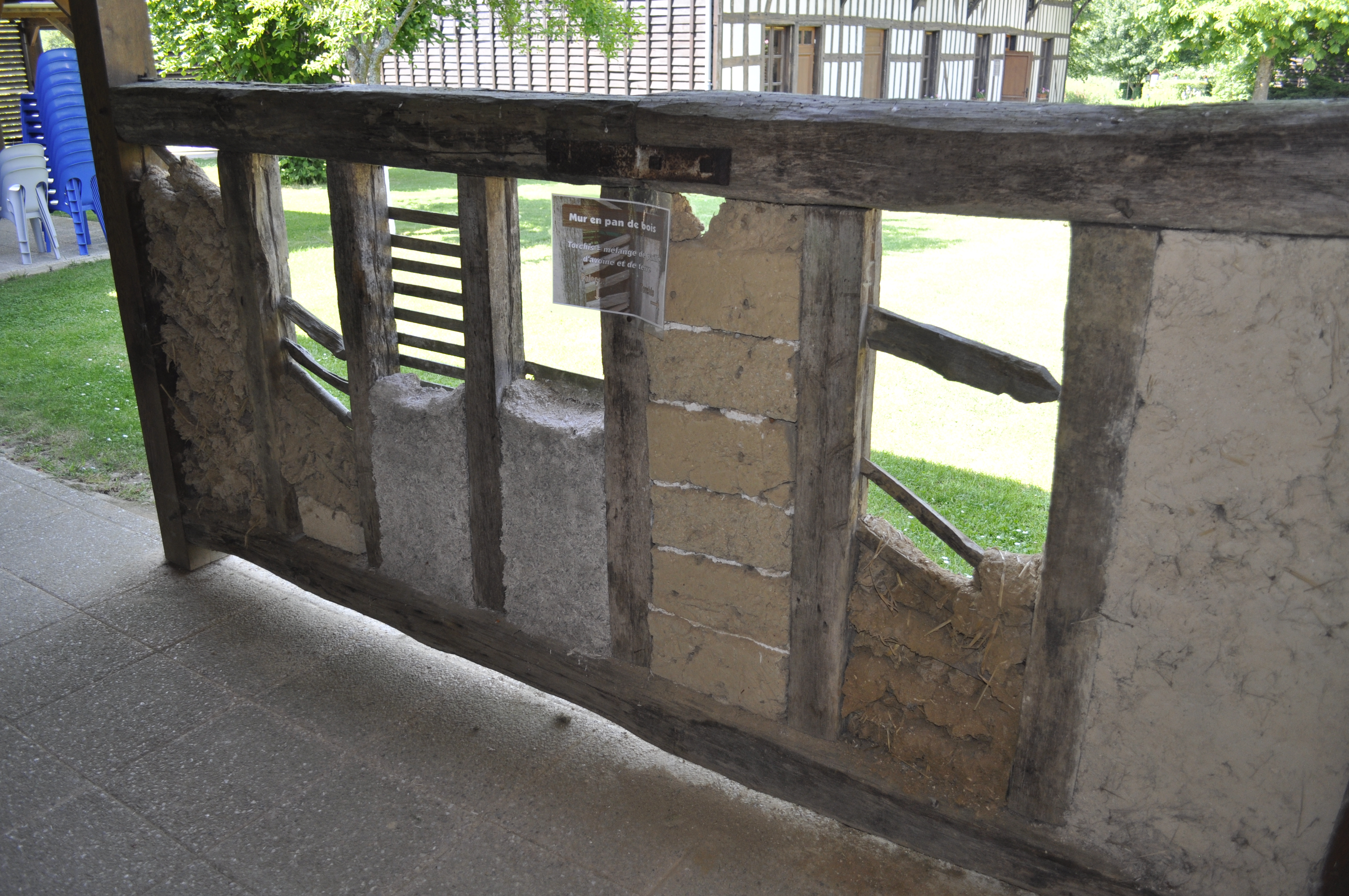
Dans cette mise en œuvre de différentes techniques, les espaces 1, 2 et 6, à partir de la gauche, illustrent la méthode de torchis façonné en boules avec les éclisses coincées dans les rainures des poteaux.

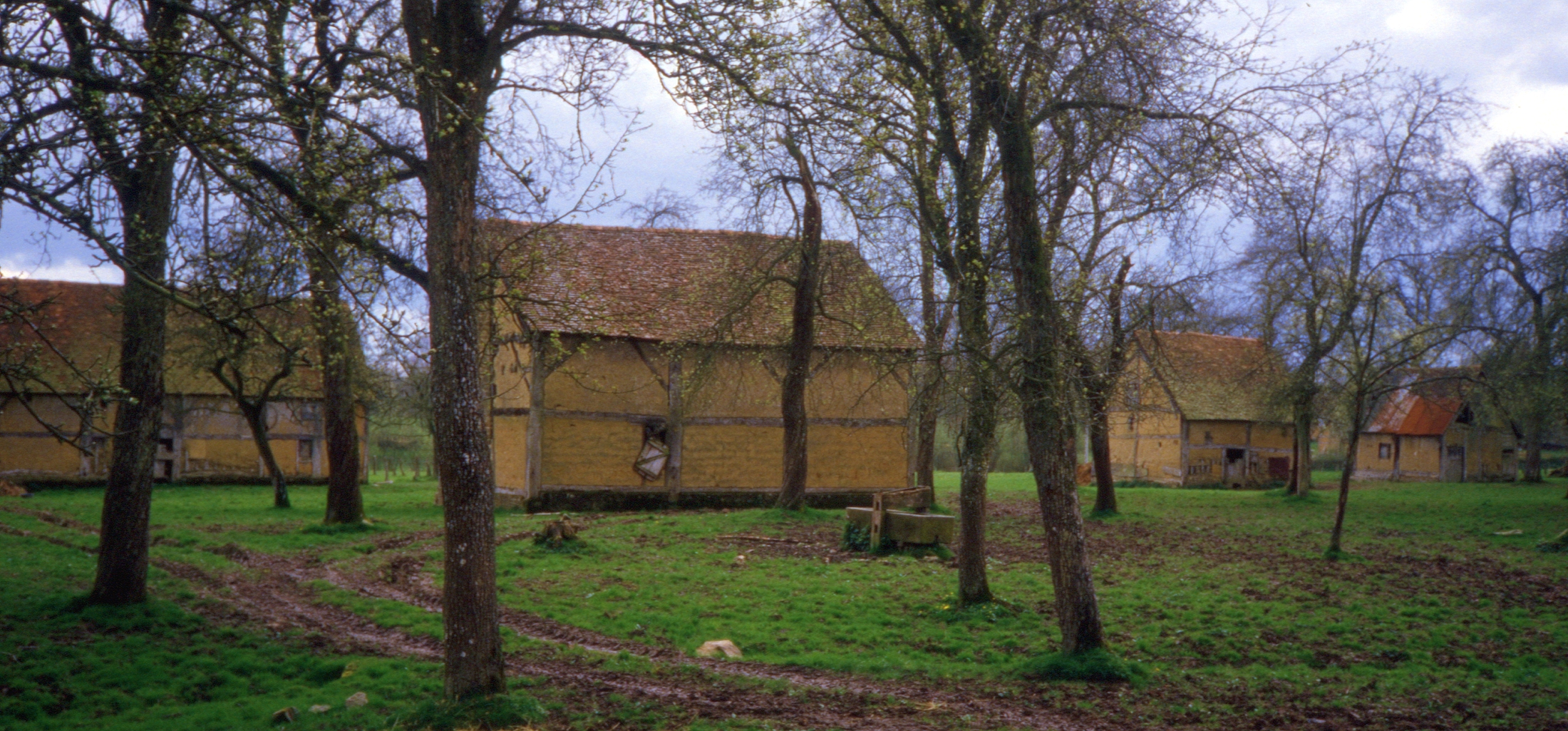
Ferme en pays d'Houlme (Orne, Normandie)

Des éclisses, des morceaux de bois de 3 ou 4 cm de diamètre et légèrement plus longs que la distance entre deux poteaux, sont coincées entre les poteaux. Pour ce faire, chaque poteau était rainuré sur toute leur hauteur sur une face, l’autre face étant percée d’encoches légèrement orientées vers le haut. L’éclisse était taillée en pointe du côté destiné à pénétrer dans une encoche et en lame oblique du côté destiné à reposer dans une rainure. La préparation du torchis est similaire à celle de la méthode du plaquage. Ensuite, la pose se fait par boules, une première boule de torchis étant déposée à califourchon sur une éclisse, et d’autres boules sont déposées pour recouvrir l’éclisse sur toute sa longueur. Puis d’autres boules sont posées sur les précédentes pour combler l’espace entre les deux éclisses, puis on recommence pour l’éclisse supérieure.

### Réalisation d'un plafond
Des poutres parallèles reposent sur des murs porteurs ou les poutres de sections importantes et des quenouilles sont posées entre les poutres. Les quenouilles sont des éclisses entourées de mèches de torchis. Elles sont préparées sur un plan de travail, par exemple une porte posée sur des tréteaux. Une mèche de foin est étendue sur la longueur de la porte, la terre pâteuse y est incorporée et ensuite l’éclisse est placée à une extrémité de la mèche perpendiculairement à celle-ci. On enroule la mèche autour de l’éclisse en la faisant rouler progressivement. Les extrémités des éclisses qui s'appuient sur des poutres sont laissées libres et les quenouilles ainsi faites sont déposées entre les poutres.

### La finition
Les surfaces sont lissées et les trous sont comblés avec de la terre.
La terre se rétractera au séchage et s’il n’y a pas d’enduit de prévu, il faudra la resserrer pour combler les fissures au fur et à mesure qu’elles apparaissent. Sinon la surface peut être badigeonnée de chaux ou enduite à la chaux ; pour les sols, une dalle peut être coulée sur le torchis.

## La mécanisation
Actuellement, hors autoconstruction, l’application du torchis est rentabilisé économiquement en mortier comme en enduit par la mécanisation de sa préparation et de sa pose. Il est préparé sur place ou en usine à partir de terres crues argileuses et de fibres végétales.
Préparation du torchis :
le corroyage des fibres naturelles finement (voire très finement) hachées et de l’argile se fait par bétonnière qui demeure, comme son nom l’indique, parfaitement adaptée pour réaliser des bétons y compris des bétons naturels. Ensuite il faut alimenter l’engin en eau, en argile et en fibres naturelles dans les justes proportions (voire en chaux pour les mortiers et enduits d’extérieurs). Elles présentent des gabarits adaptés à la taille du chantier ou au nombre d’exécutants sur le chantier.
Projection du torchis :
l’application manuelle du torchis — en mortier ou en enduit — demeure fastidieuse, éprouvante physiquement et longue si peu d’exécutants. La technique par projection mécanique s’avère très concluante si l’on dispose d’une projeteuse mécanique des mieux adaptées notamment au niveau de la buse à la sortie du circuit emprunté par le torchis ; son diamètre d’ouverture et l’intégration du gicleur à air pulsé devant correspondre aux sections et aux longueurs des fibres naturelles venant s’agglomérer en continu mélangées à la barbotine d’argile, à l’intérieur de la buse, pour en faciliter leur expulsion.
Préparation et projection du torchis :
de nombreuses projeteuses mécaniques intègrent le corroyage des composants, aussi l’ensemble du processus se condense-t-il. Il reste alors à alimenter l’engin à la bonne cadence en eau, en argile et en fibres naturelles dans les justes proportions (voire en chaux pour les mortiers et enduits d’extérieurs).

## Usages particuliers
Dans le nord de la France, les murs de briques des habitations ouvrières construites dans les années 1930 sont souvent isolés avec un enduit de torchis recouvert d’un badigeon de chaux ou de plâtre.

## La réhabilitation du patrimoine ancien
Dans de nombreux pays, des institutions, ONG et parcs naturels régionaux s’intéressent à la sauvegarde et la réhabilitation de constructions anciennes en torchis. C’est notamment le cas en France de Maisons paysannes de France, une association nationale de sauvegarde du patrimoine rural qui forment localement des artisans ou personnes intéressées. Certains acteurs étant plus spécialisés, notamment dans le domaine de l’autoconstruction, éventuellement bioclimatique/ En France toujours, la CAPEB a mis en place des référentiels de formation sur le torchis.